# SAPEI

Die SAPEI ist mit 42 markiert

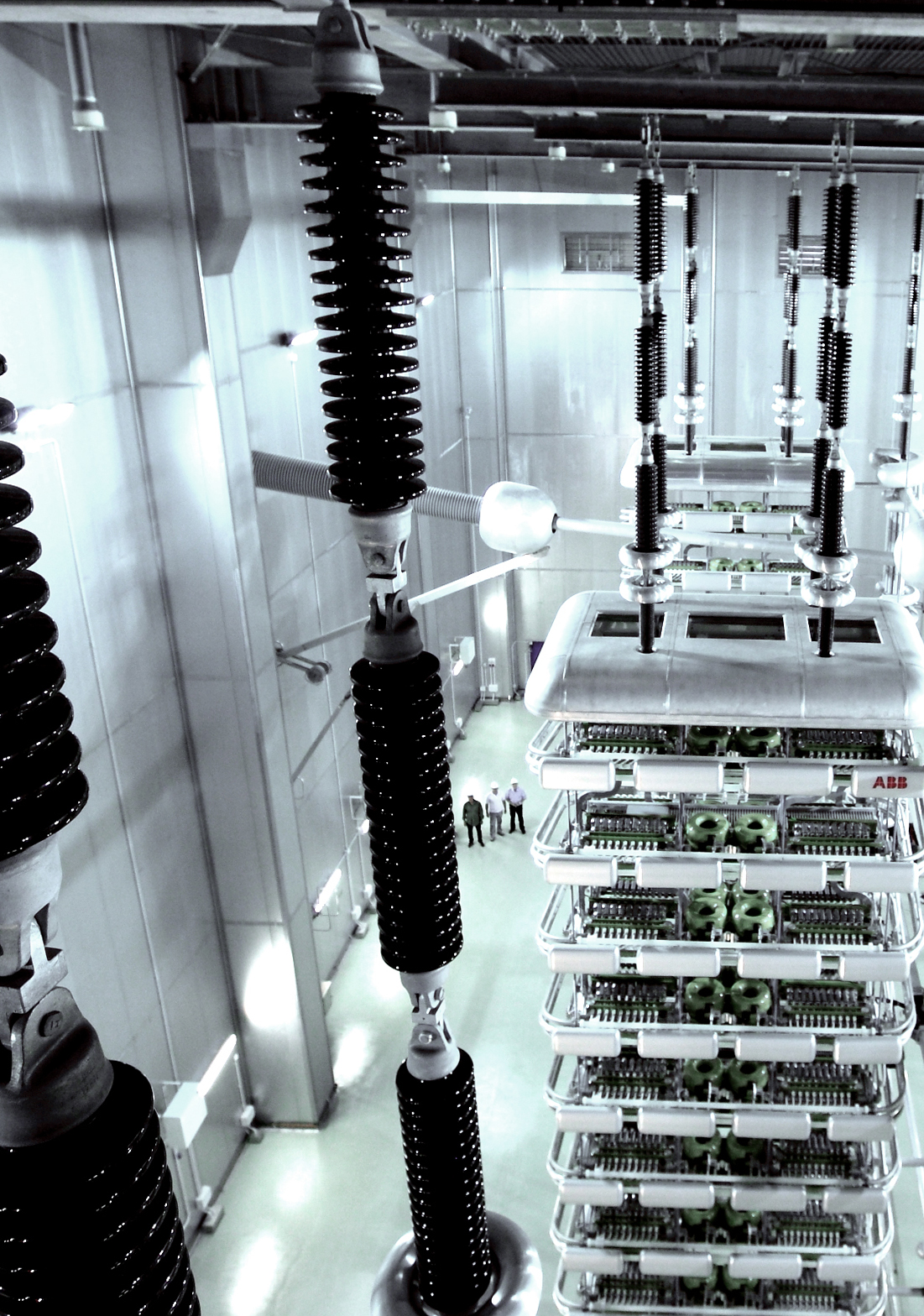
Bild der Konverterstation in Latina

SAPEI, Akronym für Sardegna-Penisola Italiana, ist eine Hochspannungs-Gleichstrom-Übertragung (HGÜ) zwischen Sardinien und der italienischen Halbinsel. Das Unterseekabel verläuft vom Fiume Santo in der Provinz Sassari nach Latina in der Region Latium in einer maximalen Tiefe von 1640 Metern unter dem Meeresspiegel im Tyrrhenischen Meer. Damit ist es das aktuell tiefste Unterseestromkabel der Welt. Eigentümer und Betreiber des Kabels ist Terna, Hersteller und Verleger die Prysmian Group.

## Geschichte
Das Projekt startete 2006 als eine Redundanz für die HGÜ-Verbindung SACOI, die von Sardinien über Korsika zum italienischen Festland führt. 2008 wurde das erste See- sowie die Landkabel verlegt und erste Spannungstests durchgeführt. 2009 gingen die Konverterstationen in Latina und Fiume Santo in Betrieb. 2010 und 2011 wurde mit dem größten Kabelverlegungsschiff der Welt, Giulio Verne der Prysmian Group, auch das zweite Seekabel verlegt. Im Juli 2011 wurde auf bipolaren Betrieb umgestellt.

## Systembeschreibung
Das System besteht aus 420 km Untersee- und 15 km Landkabel. Die Anlage ist bipolar und überträgt 1000 MW bei 500 kV. Der Durchmesser des Unterseekabels beträgt 120 mm. Beide Konverterstationen sind an das 400-kV-Höchstspannungsnetz angeschlossen. Die Anodenelektrode befindet sich in Punta Tramontana auf Sardinien und die Kathodenelektrode auf der Festlandseite. Die Station in Latina hat eine Fläche von 3,5 ha und die in Fiume Santo 4,8 ha. Das Kabel stammt von Prysmian und die Konverterstationen von ABB. Die Kosten für das Projekt beliefen sich auf rund 750 Millionen Euro.